# Manning Whiley
Manning Whiley (23 de janeiro de 1915 – 29 de janeiro de 1975) foi um ator britânico. Whiley nasceu em Hampstead, Londres, Inglaterra.

## Filmografia selecionada
- The Flying Squad (1940)
- Pack Up Your Troubles (1940)
- The Ghost of St. Michael's (1941)
- "Pimpernel" Smith (1941)
- The Dummy Talks (1943)
- Bell Bottom George (1943)
- O Sétimo Véu (1945)
- Tehran (1946)
- The Shop at Sly Corner (1947)